# Escopolina
La escopolina es un glucósido de la escopoletina formado por la acción de la enzima escopoletina glucosiltransferasa.